# Арендт, Всеволод Викторович
Всеволод Викторович Арендт (27 февраля 1887 — 14 декабря 1937, Ленинград) — российский историк оружия и военного дела.

## Биография
Потомственный дворянин.
Учился на юридическом факультете Тулузского университета (1906—1908), защитив диссертацию на степень доктора истории права по теме «Законы войны у индусов в ведическую эпоху». Учился в Московском археологическом институте (1909—1910), в 1911 г. как стипендиат института был командирован для работы в музеях Вены и Парижа. Одновременно с 1908 году состоял на военной службе, во время Первой мировой войны находился в действующей армии, в 1915 году командовал эскадроном Первого Лейб-Драгунского Московского полка. В октябре 1917 года вышел в отставку в чине штабс-ротмистра «по болезни и контузии». Позднее служил в Красной армии, демобилизован в 1923 г.
В 1926—1933 гг. сотрудник Государственного Исторического музея (консультант, заведующий отделом). С 1935 года старший научный сотрудник, затем ученый секретарь Артиллерийского исторического музея в Ленинграде. 1 октября 1937 года ему присвоили звание профессора Государственного музея этнографии.
2 октября 1937 г. арестован. Обвинение гласило, что он «входил в антисоветскую группу и участвовал в обсуждении политической линии ВКП(б) и мероприятий Советского правительства с контрреволюционных позиций, является сторонником террористических методов борьбы против Советской власти». Особой тройкой УНКВД ЛО 10 декабря 1937 г. приговорен по ст. ст. 17-58-8; 58-10-11 УК РСФСР к высшей мере наказания. Расстрелян в Ленинграде 14 декабря 1937 года.
Президиум Ленгорсуда прекратил дело В. В. Арендта 25 декабря 1962 года и он был посмертно реабилитирован.

## Научная деятельность
В статьях В. В. Арендта предложена методика измерения сабельных клинков, исследована проблема так называемого греческого огня. По отзыву авторитетных ученых — современников В. В. Арендта А. В. Арциховского, А. П. Смирнова, Г. А. Новицкого, написанному в 1934 году, «он является крупнейшим в СССР специалистом по истории оружия и автором нескольких десятков печатных работ, где разрешил ряд вопросов, относящихся к оружию сарматскому, тюркскому, новгородскому, московскому». Печатные труды:
- К истории средневековой артиллерии // Труды института истории науки и техники. М., 1935. Сер. 1. Вып. 7.
- О технике древнего клинкового производства // Труды Института истории науки и техники. Л., 1935. Сер. 1. Вып. 8.
- Греческий огонь // Труды Института истории науки и техники. М., 1936. Сер. 1. Вып. 9.